# Zilverbromide
Zilverbromide (AgBr) is een van de zogenaamde zilverhalogeniden. Het kent sinds 1871 toepassing in de fotografie. Het zogenaamde droge platen-procedé, ontwikkeld door Richard Maddox, is veel eenvoudiger dan het eerdere natte platen-procedé.
Splitsing van zilverbromide onder invloed van licht:
{\displaystyle {\ce {2 AgBr -> 2 Ag + Br2}}}
Zilverbromide komt voor in de natuur onder de vorm van het mineraal bromargyriet.